# Meroplankton
Meroplankton (hemiplankton) – organizmy wchodzące w skład planktonu tylko podczas niektórych stadiów rozwojowych (młodocianych lub larwalnych).